# Памятник маме (Тюмень)
Памятник маме установлен в Тюмени в Центральном административном округе города на пересечении улиц Свердлова и Комсомольской в сквере неподалёку от часовни и перинатального центра.

## История
Создание памятника было инициировано управой Центрального округа Тюмени. Средства на создание памятника были выделены городскими предприятиями и частными лицами. Автором памятника выступил скульптор Пётр Сергеевич Старченко. Изготовление памятника заняло 8,5 месяцев. 31 мая 2007 г. проект памятника был зарегистрирован и депонирован как результат интеллектуальной деятельности под названием «Материнство» в Российском авторском обществе.
Памятник был открыт 1 июня 2010 г., а его открытие приурочено к 60-летию Международного дня защиты детей. На торжественном открытии памятника присутствовали руководитель управы Центрального округа Тюмени Борисов В., председатель Благотворительного фонда развития Тюмени Барова В., председатель областного фонда «Милосердие» Алексеева В., а также врачи расположенных поблизости перинатального центра и инфекционной больницы. Из-за проливного дождя простых тюменцев на открытии памятника было мало. На церемонии открытия памятника, которую вела тюменский психолог руководитель «Тюменского центра психологии» Кабирова А., пели, танцевали и читали стихи тюменские многодетные мамы.
Бронзовый памятник изображает собой беременную женщину на позднем сроке, рядом с которой находятся дети. Изначально планировалось установить рядом и фигуру папы, но от этой идеи автор памятника отказался, тем не менее на руке женщины появилось обручальное кольцо.
На основании памятника, сзади, прикреплена табличка, где указаны предприятия и жители Тюмени, выступившие спонсорами, а также имя автора памятника.